# Sébastien Desabre
Sébastien Serge Louis Desabre (Valence, 2 de agosto de 1976) é um treinador de futebol francês. Atualmente, treina o Wydad Casablanca.

## Carreira
Sem experiência como futebolista profissional, Desabre iniciou a carreira como auxiliar-técnico no ESC Rocheville, clube das divisões regionais da França, em 2004, e foi promovido ao comando técnico em 2006, vencendo a divisão regional de Honra em 2007 e primeira divisão da Liga de Futebol do Mediterrâneo no ano seguinte.
Em 2010 foi para o ASEC Mimosas (foi campeão marfinense em 2011), iniciando uma trajetória por clubes africanos e asiáticos: Coton Sport (pelo qual venceu o Campeonato Camaronês de 2013), Ésperance Tunis (conquistou o Campeonato Tunisiano de 2012-13, e exerceu os cargos de diretor-técnico e diretor-geral), Recreativo do Libolo (venceu o Girabola em 2015), Dubai Club, JS Saoura, Wydad Casablanca (onde foi campeão marroquino em 2016-17) e Ismaily SC. Em dezembro de 2017, assumiu a Seleção Ugandense no lugar de Milutin Sredojević. Após a participação da equipe na Copa das Nações Africanas de 2019, o contrato de Desabre foi rescindido por mútuo acordo, e 3 dias depois foi anunciado como novo técnico do Pyramids. A passagem pelo clube egípcio durou 25 jogos (16 vitórias, 6 empates e 3 derrotas), e em janeiro de 2020 iniciou sua segunda passagem pelo Wydad.

## Títulos
ES Cannet-Rocheville
- Régional 2 Group B: 1 (2006–07)
- Division d'Honneur Méditerranée: 1 (2007–08)

ASEC Mimosas
- Copa da Costa do Marfim: 1 (2011)
- Supercopa da Costa do Marfim: 1 (2012)

Coton Sport
- Campeonato Camaronês: 1 (2013)

Espérance de Tunis
- Campeonato Tunisiano: 1 (2013–14)

Recreativo do Libolo
- Girabola: 1 (2015)

## Links
- Site oficial (em francês)